# Chadron (Nebraska)
Chadron település az Amerikai Egyesült Államok Nebraska államában, Dawes megyében, melynek megyeszékhelye is. Lakosainak száma 5206 fő (2020. április 1.).

## Népesség
A település népességének változása:

| 2010 | 5 851 |
| 2020 | 5 206 |